# Duntisbourne Rouse
Duntisbourne Rouse est une paroisse civile et un village du Gloucestershire, en Angleterre.